# Calcestruzzo autocompattante
Il Calcestruzzo autocompattante (Self compacting concrete o SCC) o calcestruzzo autolivellante (Self-levelling concrete o SLC) è un conglomerato cementizio che oltre a possedere una elevatissima fluidità, allo stato fresco, possiede anche una elevata resistenza alla segregazione, infatti si compatta, qualunque siano le forme dei casseri, le dimensioni dei getti e la densità delle armature metalliche, per effetto del solo peso proprio senza l'apporto di energia esterna (vibrazione meccanica).

Grazie alle sue proprietà reologiche il calcestruzzo SCC riempie completamente i casseri eliminando i macrovuoti e l'aria in eccesso all'interno della matrice cementizia.

Questo evita l'insorgere dei macrodifetti del calcestruzzo che sono la causa dell'abbattimento delle sue proprietà meccaniche e del suo grado di durabilità.

## Storia
I pionieri nell'utilizzo dei calcestruzzi SCC sono stati i giapponesi, i quali alla fine degli anni '80 sono stati i primi ad utilizzare nei calcestruzzi additivi superfluidificanti di ultima generazione in sostituzione di quelli tradizionali.

Il calcestruzzo SCC fu proposto per la prima volta da Hajime Okamura nel 1986 e le prime applicazioni sono avvenute in Giappone e in Canada a partire dal 1988.

In Europa, e precisamente in Svezia, il calcestruzzo autocompattente è stato utilizzato la prima volta nel 1996.

## Proprietà reologiche
La lavorabilità di un calcestruzzo autocompattante è superiore a quella di un calcestruzzo ordinario della classe di consistenza S5.

Le caratteristiche reologiche di un SCC sono definite da tre proprietà:
- deformabilità allo stato fresco: rappresenta la capacità del calcestruzzo di fluire all'interno delle casseforme e di riempire tutti gli spazi disponibili per effetto della sola forza gravitazionale;
- mobilità in spazi ristretti: rappresenta la capacità di fluire attraverso spazi ridotti e in presenza di ostacoli senza bloccarsi e senza che si possano verificare fenomeni di segregazione, per effetto del solo peso proprio;
- resistenza alla segregazione: rappresenta la capacità di non manifestare fenomeni di segregazione durante le operazioni di trasporto fino alla sua posa in opera.

## Mix design o progetto di miscela
Per conferire al calcestruzzo SCC le sue peculiari proprietà reologiche, il progetto della miscela deve essere studiato in modo tale da garantire un giusto equilibrio tra la fluidità dell'impasto, che garantisce la mobilità del calcestruzzo fresco ma se eccessiva è causa di segregazione, e la coesione, che garantisce la resistenza alla segregazione ma se sovrabbondante rende il calcestruzzo troppo colloso e pertanto poco mobile. 

Rispetto ad un calcestruzzo ordinario il progetto della miscela di un calcestruzzo SCC deve prevedere:
- un minore diametro dell'aggregato grosso (16-20 mm) e un minor volume di aggregato grosso (circa 280-350 l/m3): per ridurre tra l'altro il blocking[4];
- un alto contenuto (circa 500-600 kg/m3)  di materiali fini (<100 µm) costituiti sia da polveri reattive, come il cemento e le aggiunte minerali tipo II a basso sviluppo di calore di idratazione (cenere volante, fumo di silice, ecc.), che da polveri non reattive (aggiunte minerali tipo I) quali filler inerti (calcare macinato finemente, ecc.) e aggregati finissimi: aumenta la coesione del conglomerato e pertanto aumenta la sua resistenza alla segregazione;
- un adeguato rapporto in volume acqua/polveri (0,80-1.20): un valore eccessivo renderebbe l'impasto troppo fluido (rischio di segregazione) mentre un valore troppo basso renderebbe il conglomerato fresco troppo viscoso e pertanto poco mobile e difficilmente pompabile;
- un idoneo rapporto in peso acqua/cemento (a/c≤0,5): per soddisfare anche i requisiti diclasse di resistenza e classe di esposizionedefiniti nella UNI EN 206-1. Questo rapporto deve essere comunque correlato al precedente;
- utilizzo di elevati dosaggi di additivi superfluidificanti (eteri carbossilati di ultima generazione) per assicurare l'idonea fluidità all'impasto;
- utilizzo di additivi modificatori della viscosità (VMA): per assicurare una idonea viscosità all'impasto.

Gli additivi superfluidificanti e VMA devono essere utilizzati in giuste proporzioni al fine di garantire all'impasto un giusto equilibrio tra fluidità e coesione.

## Test di lavorabilità

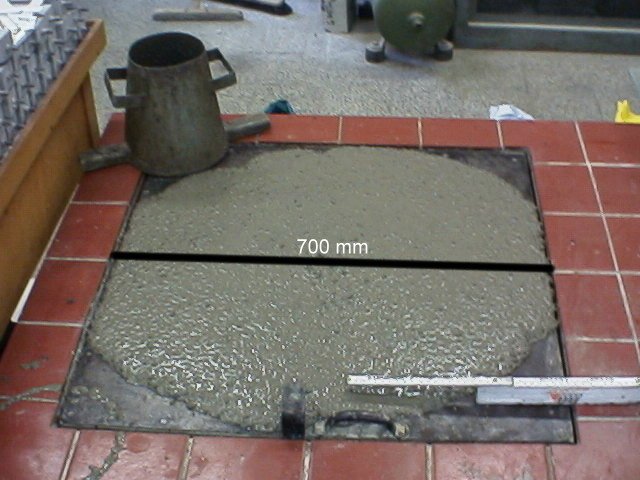
Slumpflow test

Perché un calcestruzzo possa essere classificato come autocompattante devono essere effettuate con esito positivo una serie di prove (da effettuarsi sia in laboratorio che in cantiere) che testino tutte e tre le proprietà reologiche del calcestruzzo fresco.

I principali metodi che vengono utilizzati sono:
- slumpflow test - serve a determinare la deformabilità allo stato fresco;
- J-ring test[5] - serve a valutare la mobilità in spazi stretti;
- prova dell'imbuto a V o V-funnel test - serve a valutare sia la deformabilità allo stato fresco che la resistenza alla segregazione;
- prova della scatola a L (L-box test) e prova della scatola a U (U-box test) - servono a valutare la mobilità in spazi ristretti.

## Pregi e difetti
Il confronto con i calcestruzzi ordinari evidenzia i pregi e i difetti del calcestruzzo autocompattante.

I principali pregi sono:
- il risparmio dell'energia di mescola, di vibrazione e di pompaggio;
- il risparmio di mano d'opera per le operazioni di costipamento;
- minore tempo di posa in opera del calcestruzzo;
- maggiore durabilità e resistenza meccanica rispetto ai calcestruzzi ordinari poiché si evita l'insorgere dei difetti dovuti ad una non adeguata compattazione quali la segregazione, i nidi di ghiaia
- minor sviluppo di rumore in cantiere per assenza delle operazioni di costipamento;
- diffusione omogenea anche in presenza di strutture fittamente armate (non si ha blocking), casseforme di forma complessa, sezioni ristrette e ostacoli in generale;
- eliminazione dell'aria intrappolata nel getto senza procedere a vibrazione;
- maggiore adesione del calcestruzzo ai ferri di armatura;
- maggiore resa estetica (assenza di pori e difetti superficiali in genere) in presenza di strutture facciavista.

I principali difetti sono:
- maggiore costo del conglomerato a parità di Rck;
- maggiori spinte sui casseri. Essendo il calcestruzzo molto fluido è consigliabile considerare come spinta sui casseri quella idrostatica, ma con un peso specifico di circa 2400 kg/m3 (per l'acqua è circa 1000 kg/m3);
- maggiore ritiro plastico;

## Applicazioni
I calcestruzzi SCC trovano applicazione principalmente:
- nella realizzazioni di pavimenti industriali;
- nelle strutture facciavista di notevole pregio;
- nelle gallerie;
- nei calcestruzzi preconfezionati e prefabbricati;
- nella realizzazione di ponti;
- nelle costruzioni industriali
- nelle strutture fittamente armate;
- nelle opere con geometrie complesse.

### Normativa
- UNI 11040:2003 (Ritirata 01 Marzo 2003) - Calcestruzzo autocompattante - Specifiche, caratteristiche e controlli
- Linee Guida Europee per il calcestruzzo autocompattante